# Demo Tape 3
Demo Tape 3 es el cuarto demo en casete de la banda armenio-estadounidense System of a Down, lanzado por el sello discográfico EMI Studios y EMI Music en el año 1997, con sus compositores Serj Tankian, Daron Malakian, Shavo Odadjian y Andy Khachaturian. Las tres primeras canciones de éste demo formarían parte de su álbum homónimo de 1998.

## Canciones
| N.º | Título             | Letras  | Música                           | Duración |  |
| 1.  | «Know»             | Tankian | Tankian                          | 3:02     |  |
| 2.  | «War?»             | Tankian | Tankian                          | 2:45     |  |
| 3.  | «Peephole»         | Tankian | Tankian                          | 3:32     |  |
| 4.  | «The Missing Song» | Tankian | Malakian, Odadjian, Khachaturian |          |  |

- Datos: Q5802233